# Qincheng-Gefängnis

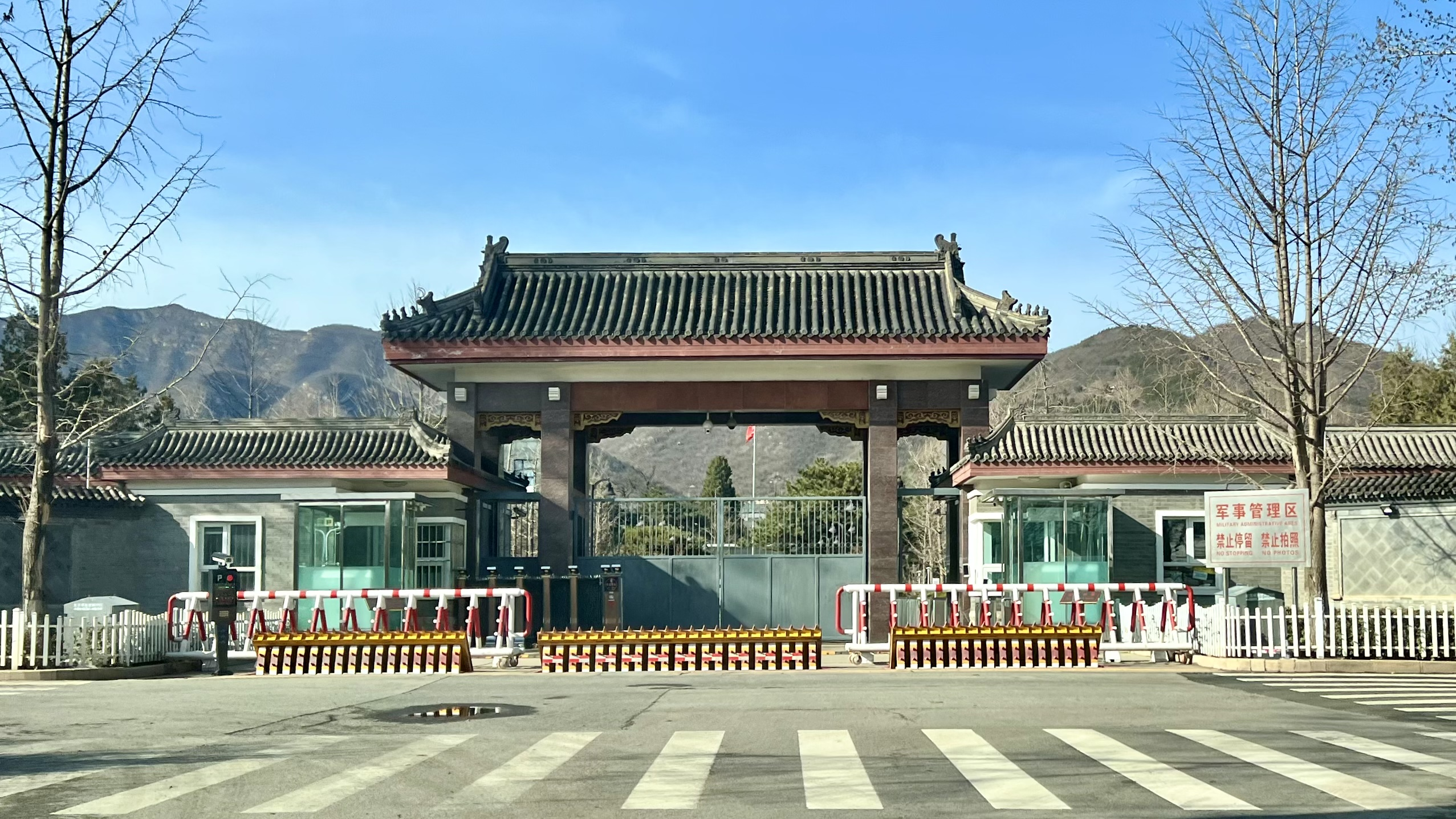
Südeingang des Qincheng-Gefängnisses

Das Qincheng-Gefängnis (chinesisch 秦城监狱, Pinyin Qínchéng jiānyù) ist ein Hochsicherheitsgefängnis für politische Gefangene in der Volksrepublik China. Zudem ist es das einzige Gefängnis mit einem gewissen Komfort für ehemalige hohe Kader der Kommunistischen Partei Chinas. Es liegt im Stadtbezirk Changping, ungefähr 30 Kilometer nordwestlich des Stadtzentrums von Peking. Im Unterschied zu anderen Gefängnissen in China (die sonst vom Justizministerium betrieben werden) untersteht es dem Ministerium für Öffentliche Sicherheit.

## Bau
Das Gefängnis wurde 1958 mit Unterstützung der Sowjetunion unter Leitung des Architekten Feng Jiping erbaut, der dann während der Kulturrevolution selbst im Gefängnis inhaftiert war. Es ersetzte ein baufälliges Gefängnis, das zwischen 1945 und 1949 zur Inhaftierung von Persönlichkeiten des Kuomintang diente. 1960 wurde es eröffnet.
Die Außensicht der Anlage lässt laut der South China Morning Post eher ein Spa Resort als einen Gefängnisbau vermuten. Die Gefangenen sind in vier U-förmigen Blöcken auf drei Etagen untergebracht.

## Ehemalige oder aktuelle Insassen

### Politische Gefangene
- Sidney Rittenberg (1968–1977)[2]
- Thrinle Lhündrub Chökyi Gyeltshen (1968–1977)[2]
- Mitglieder der Demokratiebewegung im Zusammenhang mit dem Tian’anmen-Massaker (1989)[4], u. a. Ma Shaofang und Wang Dan[3]

### Mitglieder der KPCh
Das Qincheng-Gefängnis ist bekannt als Haftanstalt für ehemals hochrangige Mitglieder der KPCh. Wegen der Antikorruptionskampagne unter Xi Jinping sollen unterdessen so viele (ehemalige) KPCh Mitglieder im „Tigerkäfig“ inhaftiert sein, dass die Kapazität ausgeschöpft ist.
- Bo Yibo (1967–1979)[3]
- Jiang Qing (1976–1991)
- Chen Liangyu (seit 2007)[1]
- Bo Xilai (seit 2013)[5]
- Zhou Yongkang (seit 2015)[5]
- Ling Jihua (seit 2016)[5]
- Guo Boxiong (seit 2016)[5]